# مستأجر (فیلم ۲۰۲۰)
مستأجر (اسپانیایی: Hogar‎) یک فیلم درام دلهره‌آور اسپانیایی است که در سال ۲۰۲۰ منتشر شد.

## گزیدهٔ بازیگران
- خاویر گوتیه‌رس آلبارس
- ماریو کاساس
- روت دیاس
- داوید سلباس
- داوید بِرداگر